# Picardiella rufa
Picardiella rufa là một loài tò vò trong họ Ichneumonidae.